# Skrukkeli kapell
Skrukkeli kapell ligger på skogsmarken mellan Hurdal och Hadeland i Hurdals kommun, Akershus fylke, Norge.

## Kyrkobyggnaden
Skrukkeli kapell uppfördes år 1923 efter ritningar av arkitekt Henrik Nissen. Kapellet är byggt av trä och består av ett långhus med nord-sydlig orientering. Öster om kapellet finns ett vidbyggt kyrktorn. I tornets bottenvåning finns en sakristia och mellan kapellet och tornet finns vapenhus med ingång. År 1956 kläddes ytterväggarna in med liggande panel.

## Interiör och inventarier
Ursprungliga altartavlan och predikstolen kom från Hurdal kirke och är tillverkade på 1600-talet. På 1950-talet återfördes altartavlan och predikstolen till Hurdal kirke och kapellet fick en predikstol från år 1871 och en altartavla tillverkad år 1956.
En sexkantig dopfunt av trä har dopfat av tenn från 1700-talet.
Två kyrkklockor kommer från Bygdøy kapell.